# Ikot Ekpene
Ikot Ekpene é uma cidade do estado de Akwa Ibom, na Nigéria. Sua população é estimada em 305 038 habitantes, numa área de 125 km².